# Voci del Grigioni italiano
Voci del Grigioni italiano è un settimanale radiofonico di approfondimento delle tematiche politiche e di attualità del Grigioni italiano condotto attualmente da Alessandro Tini. La trasmissione va in onda su Rete Uno il venerdì sera in coda al Radiogiornale delle 18.30 dopo l'attualità di Grigioni Sera.

## Storia
Nata il 28 ottobre 1939, durante il periodo della cosiddetta "difesa spirituale" e cioè quando sulla Svizzera italiana incombeva l'ombra del fascismo, la trasmissione si chiamava Il Quarto d'ora del Grigioni italiano, dal 25 novembre 1941 ha adottato l'attuale nome.

## Guinness dei primati
La rubrica è stata certificata dal Guinness dei primati come "il settimanale radiofonico di informazione più longevo del mondo". Il 20 ottobre 2009, a Roveredo, nei Grigioni, si è svolta una grande festa per celebrare i 70 anni della trasmissione e per ricevere il Guinness world record.

## Premio Cristal
Nel 2000 un'edizione speciale della trasmissione andata in onda dall'Academia Engiadina di Samedan e condotta da Fredy Franzoni e Marco Petrelli, con la collaborazione di Paolo Ciocco e di Annamaria Nunzi, vince il "Premi Cristal" della Radiotelevisiun Svizra Rumantscha per la promozione della lingua romancia nei mass media.

## Sigla di apertura
La sigla di apertura, nel corso dei decenni, ha spesso cambiato forma ma il tema è sempre rimasto lo stesso ovvero l'inno del Grigioni italiano.

## I conduttori
I conduttori attuali e passati sono i seguenti:
- Remo Bornatico
- Giovan Gaetano Tuor
- Fausto Tognola
- Franco Pool
- Alfonso Tuor
- Sergio Raselli
- Gustavo Lardi
- Max Giudicetti
- Fredy Franzoni
- Marco Petrelli
- Paolo Ciocco
- Andrea Netzer
- Matilde Casasopra
- Federica Bonetti
- Gino Ceschina
- Livio Zanolari
- Annamaria Nunzi
- Roberto Scolla
- Alessandro Tini dal 2006 ad oggi
- Riccardo Franciolli in coppia con A. Tini dal 2011 al 2013